# 林茨城市堂区教堂

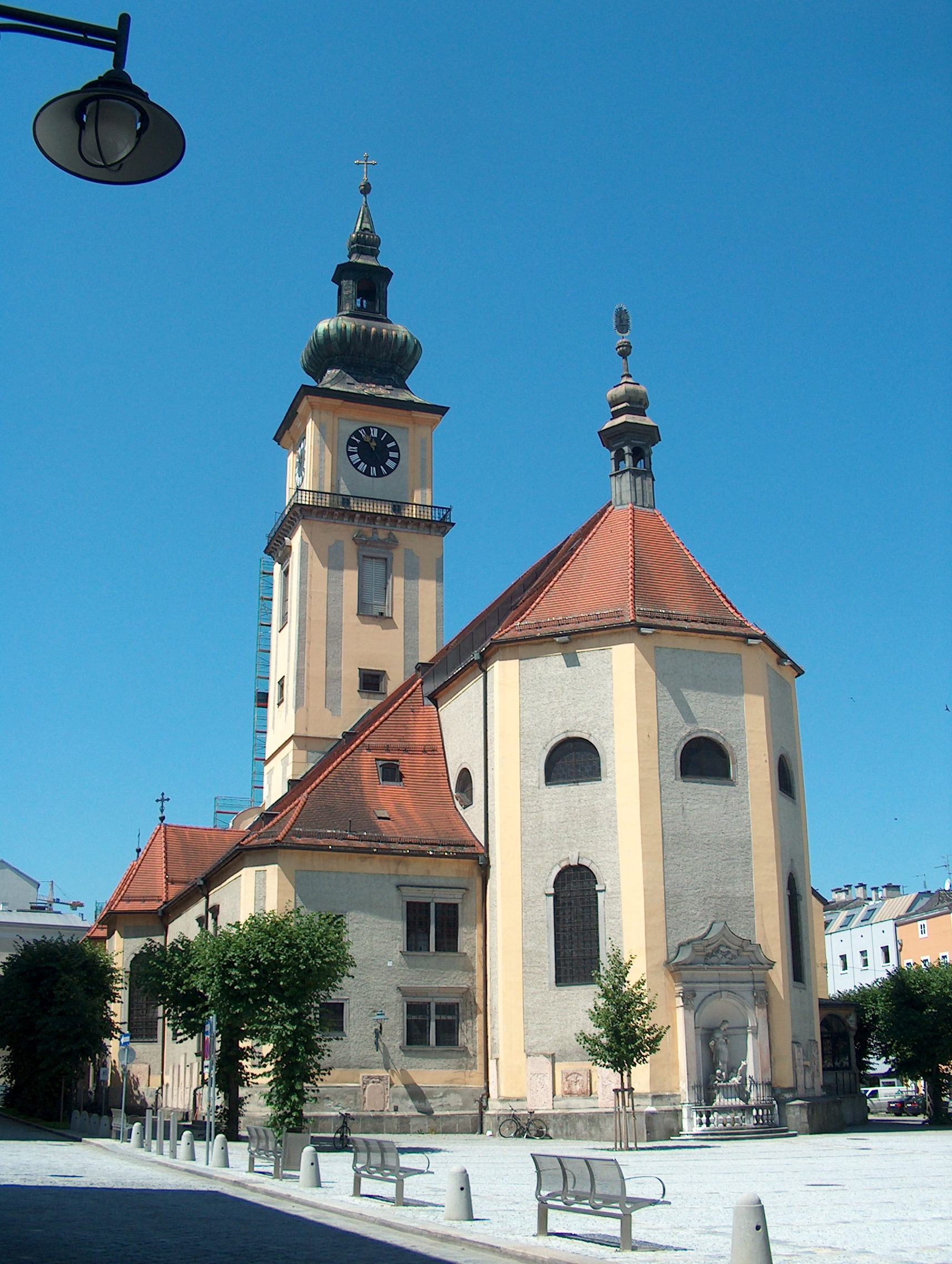

城市堂区教堂（Stadtpfarrkirche）供奉圣母升天（Mariä Himmelfahrt），是一座罗马天主教堂区教堂，位于上奥地利的林茨，创建于1207年。

## 历史

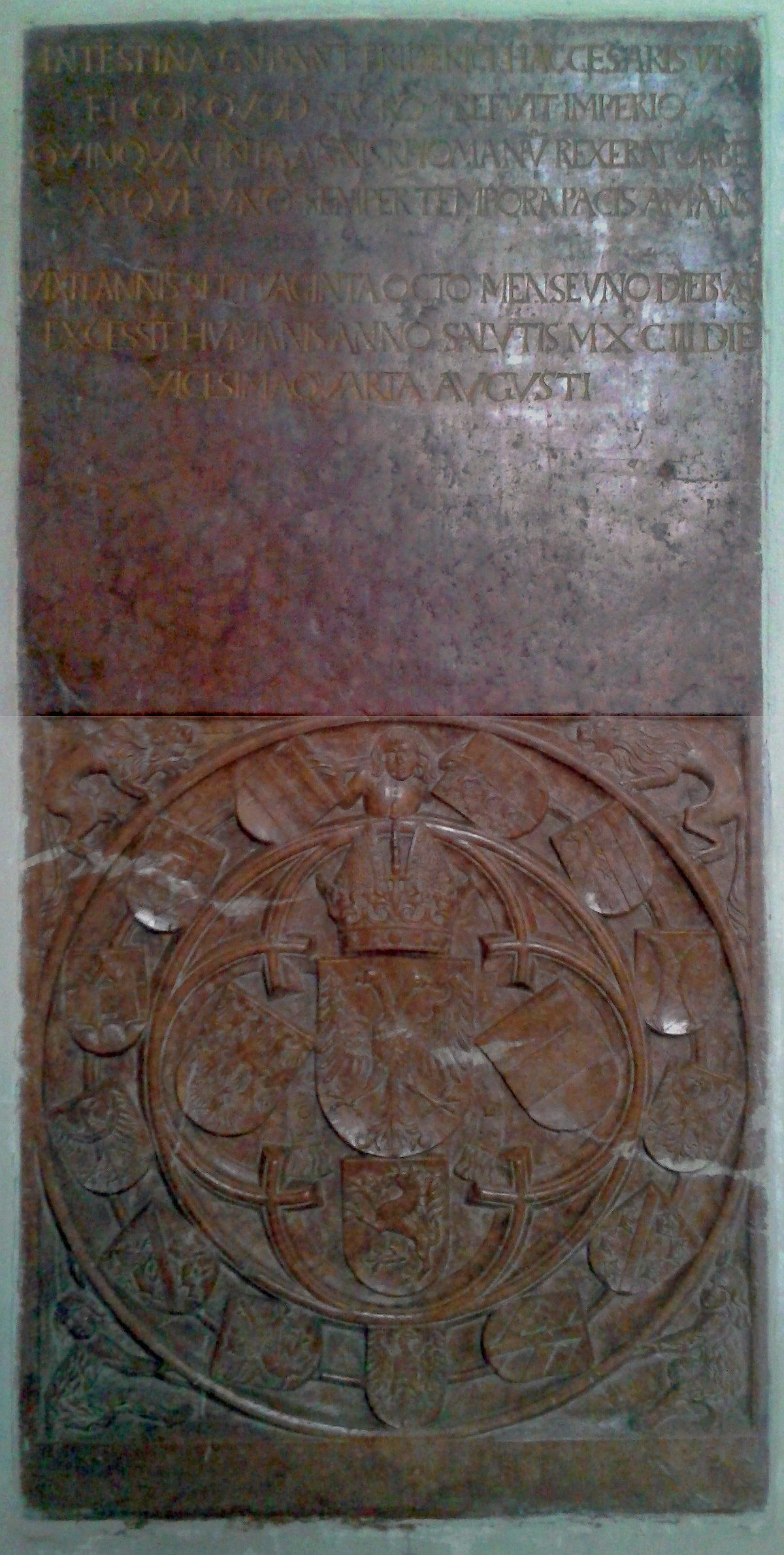

1207年在城市设计中划出了新城墙、林茨主广场和城市堂区教堂的地基，建造了一座罗马式建筑。带有一个中殿和咏经席。4月20日圣周五日出后，开始从普芬宁贝格山的城市轴线上建造教堂的纵轴，4月22日复活节开始建造咏经席的纵轴。 。
后来，建造了一座新的更大的哥特式咏经席，并增加了钟楼。在巴洛克时期，教堂扩建为三中殿，咏经席也进行扩建。新的巴洛克建筑于1656年落成。
1493年腓特烈三世在林茨去世，他的心脏保存在该堂的一个瓮中，用一块红色大理石的墓碑标明。